# 第6回日本アカデミー賞
第6回日本アカデミー賞は1983年（昭和58年）2月17日に行われた日本アカデミー賞の発表・授賞式。
東京プリンスホテルで開催され、司会は山城新伍と石田えりが務めた。

## 最優秀作品賞
- 「蒲田行進曲」

### 優秀作品賞
- 「鬼龍院花子の生涯」
- 「疑惑」
- 「未完の対局」
- 「誘拐報道」

## 最優秀監督賞
- 深作欣二（蒲田行進曲、道頓堀川）

### 優秀監督賞
- 伊藤俊也（誘拐報道）
- 五社英雄（鬼龍院花子の生涯）
- 野村芳太郎（疑惑）
- 柳町光男（さらば愛しき大地）

## 最優秀脚本賞
- つかこうへい（蒲田行進曲）

### 優秀脚本賞
- 笠原和夫（大日本帝国）
- 高田宏治（鬼龍院花子の生涯、青春の門・自立篇）
- 古田求・野村芳太郎（疑惑）
- 松田寛夫（誘拐報道）

## 最優秀主演男優賞
- 平田満（蒲田行進曲）

### 優秀主演男優賞
- 武田鉄矢（刑事物語、えきすとら）
- 仲代達矢（鬼龍院花子の生涯）
- 根津甚八（さらば愛しき大地、この子の七つのお祝いに）
- 萩原健一（誘拐報道）

## 最優秀主演女優賞
- 松坂慶子（蒲田行進曲、道頓堀川）

### 優秀主演女優賞
- いしだあゆみ（野獣刑事、男はつらいよ 寅次郎あじさいの恋）
- 田中裕子（ザ・レイプ）
- 夏目雅子（鬼龍院花子の生涯）
- 桃井かおり（疑惑、青春の門・自立篇）

## 最優秀助演男優賞
- 風間杜夫（蒲田行進曲）

### 優秀助演男優賞
- あおい輝彦（大日本帝国）
- 泉谷しげる（赤い帽子の女、野獣刑事）
- 柄本明（疑惑、道頓堀川、男はつらいよ 寅次郎あじさいの恋、セーラー服と機関銃）
- 鹿賀丈史（疑惑）

## 最優秀助演女優賞
- 小柳ルミ子（誘拐報道）

### 優秀助演女優賞
- 秋吉久美子（誘拐報道、制覇、凶弾）
- 加賀まりこ（道頓堀川、ダイアモンドは傷つかない）
- 中井貴惠（あゝ野麦峠・新緑篇、制覇）
- 山口美也子（さらば愛しき大地）

## 最優秀音楽賞
- 甲斐正人（蒲田行進曲）

### 優秀音楽賞
- 芥川也寸志（疑惑、幻の湖）
- 菅野光亮（鬼龍院花子の生涯）
- 菊池俊輔（誘拐報道、青春の門・自立篇）
- 山本直純（男はつらいよ 寅次郎あじさいの恋、大日本帝国、制覇）

## 最優秀撮影賞
- 姫田真左久（誘拐報道）

### 優秀撮影賞
- 川又昂（疑惑、道頓堀川）
- 北坂清（蒲田行進曲）
- 木村大作（海峡）
- 森田富士郎（鬼龍院花子の生涯）

## 最優秀照明賞
- 山口利雄（誘拐報道）

### 優秀照明賞
- 小林松太郎（疑惑、道頓堀川）
- 海地栄（蒲田行進曲）
- 望月英樹（海峡）
- 増田悦章（鬼龍院花子の生涯）

## 最優秀美術賞
- 西岡善信（鬼龍院花子の生涯、怪異談生きてゐる小平次）

### 優秀美術賞
- 今村力（誘拐報道）
- 北川弘（大日本帝国）
- 木村威夫（未完の対局、ユッコの贈りもの）
- 高橋章（蒲田行進曲、野獣刑事）

## 最優秀録音賞
- 紅谷愃一（海峡、セーラー服と機関銃）

### 優秀録音賞
- 荒川輝彦（蒲田行進曲、燃える勇者）
- 林鑛一（誘拐報道）
- 原田真一・松本隆司（疑惑、道頓堀川）
- 平井清重（鬼龍院花子の生涯）

## 最優秀外国作品賞
- 「E.T.」

### 優秀外国作品賞
- 「黄昏」
- 「炎のランナー」
- 「Uボート」
- 「ロッキー3」

## 新人俳優賞
- 石原良純（凶弾）
- 尾美としのり（転校生）
- 平田満（蒲田行進曲）
- 小林聡美（転校生）
- 田中美佐子（ダイヤモンドは傷つかない）
- 美保純（ピンクのカーテンシリーズ）

## 特別賞
- 森繁久彌
- 山田洋次
- 渥美清
- 倍賞千恵子

## 話題賞
- 作品部門：「汚れた英雄」
- 俳優部門：E.T.（「E. T.」）